# 키쿠치 모모코
키쿠치 모모코(일본어: 菊池 桃子 きくち ももこ[*], 1968년~)는 일본의 여배우, 가수, 탤런트, 대학 교원, 나레이터, 80년대 아이돌이다. 엘란도르상 신인상 수상자이다.

## 출연 작품

### 극장판 애니메이션
- 2005년 극장판 포켓몬스터 AG: 뮤와 파동의 용사 루카리오 - 아일린